# Анді Венцель
Анді Венцель  (нім. Andi Wenzel, 18 березня 1958) — ліхтенштейнський гірськолижник, олімпійський медаліст.

## Виступи на Олімпіадах
| Олімпіада        | Дисципліна              | Місце |
| ---------------- | ----------------------- | ----- |
| Інсбрук 1976     | швидкісний спуск        | 28    |
| Інсбрук 1976     | гігантський слалом      | 20    |
| Інсбрук 1976     | слалом                  | 10    |
| Лейк-Плесід 1980 | швидкісний спуск        | 20    |
| Лейк-Плесід 1980 | гігантський слалом      | 2     |
| Лейк-Плесід 1980 | слалом                  | 12    |
| Сараєво 1984     | гігантський слалом      | 3     |
| Сараєво 1984     | слалом                  | AC    |
| Калгарі 1988     | супергігантський слалом | 12    |
| Калгарі 1988     | гігантський слалом      | 6     |